# Pressnämnden
Pressnämnden var en fristående sektion som i Sverige under andra världskriget sorterade under myndigheten Statens informationsstyrelse (SIS):105-106 som upprättats av samlingsregeringen Regeringen Hansson III. Den efterträdde Pressrådet. Pressnämnden fungerade som övervakare och granskare av den svenska pressen. Den kom med påpekanden och varningar till tidningar som överträdde gränserna.

## Föregångaren Pressrådet
Pressrådet inrättades av staten i september 1939.:55 Dagens Nyheters chefredaktör Sten Dehlgren var ordförande. Det hade sex ledamöter med representanter från fyra partipolitiska pressorganisationer och från Publicistklubben och TT.
Pressrådet utfärdade anvisningar till tidningar för att uppamma självdisciplin och självsanering. Tidningarna skulle undvika "sarkasmer och sårande utfall" samt "alla smädliga omdömen och karikatyrer" om ledande personer och de krigförande.
Hösten 1941 efterträddes Pressrådet av Pressnämnden.

## Pressnämnden

### Organisation och verksamhet
I Pressnämnden satt sju:56 representanter, främst chefredaktörer, för både Sveriges Journalistförbund och Publicistklubben.:105-106 Journalisternas medverkan motiverades med att det var bättre att utöva självdisciplin än att censurlagen användes.:105-106 Eftersom de flesta tidningar lydde fick svenskarna censurerade nyheter och många sanningar undanhölls folket.:105-106
Nämnden delade ut varningar till tidningar. Varningarna riktades främst mot antinazistiska, socialistiska och proallierade tidningar. Flest anmärkningar fick Arbetaren, Göteborgs Handels- och Sjöfartstidning, Aftonbladet och Nya Dagligt Allehanda.
Detta samtidigt som Statens informationsstyrelse, via Tidningarnas Telegrambyrå, med totalt 260 sk grå lappar meddelade media vad som fick framföras och inte.:105-106:54
Tjänstemännen i SIS skrev många artiklar som framhölls som föredöme för tidningarna.

## Ledamöter
Ledamöter i Pressrådet eller Pressnämnden:
- Sten Dehlgren, ordförande i Pressrådet och Pressnämnden[2], chefredaktör för Dagens Nyheter
- Allan Vougt (från 1941), socialdemokrat och chefredaktör för tidningen Arbetet
- Gustaf Reuterswärd (från 1941), vd för Tidningarnas Telegrambyrå och vice styrelseordförande för AB Radiotjänst
- Hjalmar Berlin, huvudredaktör och utgivare av Skånska Dagbladet